# Josée Boudreault
Pour les articles homonymes, voir Boudreault.
 (décembre 2017).
Si vous disposez d'ouvrages ou d'articles de référence ou si vous connaissez des sites web de qualité traitant du thème abordé ici, merci de compléter l'article en donnant les références utiles à sa vérifiabilité et en les liant à la section « Notes et références ».
Josée Boudreault est une humoriste et animatrice de radio et de télévision québécoise née au Saguenay en 1969. Elle a été de passage à l'émission Atomes crochus sur V télé et anime Duo, sa propre émission sur ce même canal, depuis septembre 2011. Elle a été animatrice du matin de CFGL-FM (Rythme FM 105,7) 2013-15, mais avant 2013, elle a été l'animatrice de Les midis de Véro avec Véronique Cloutier sur les ondes de CFGL-FM.
Elle a été la première animatrice de l'émission Rire et délire à TQS. Elle a animé pendant plusieurs années l'émission radio La Belle et MacLeod sur le réseau Énergie les midis de semaine en compagnie de Peter MacLeod, puis depuis avril 2006, elle a fait partie de l'équipe d'animation de l'émission Du jus et Dufort le matin a CKOI-FM à Montréal en compagnie de Jean-René Dufort, Claudine Prévost et Alex Perron.
Au cours de l’été 2016 elle est victime d'un AVC.
Comble de malheur, le 5 septembre 2017, elle subira, pour une deuxième fois, un nouvel AVC.

## Biographie
Josée Boudreault est originaire du Saguenay Lac-St-Jean et gravite dans le monde des médias depuis 25 ans. Elle a co-animé Le matin tout est possible à l’antenne de Rythme FM à Montréal.
Elle a participé à de nombreuses émissions à la télé dont Deux filles le matin, Sucré salé, le magazine Pas si bête que ça, Atomes crochus et Duo. À la radio, elle a côtoyé Peter MacLeod et Véronique Cloutier.
Elle co-anime l'émission Ma liste à moi avec Christine Michaud sur les ondes de TVA.